# Medalha Glenn T. Seaborg
A Medalha Glenn T. Seaborg (em inglês:  Glenn T. Seaborg Medal) é uma condecoração anual de química e bioquímica concedida desde 1987 pela Faculdade de Química e Bioquímica da Universidade da Califórnia em Los Angeles (UCLA). É denominada em homenagem a Glenn Theodore Seaborg, laureado com o Nobel de Química e primeiro recipiente da medalha.

## Recipientes
- 1987 Glenn Theodore Seaborg
- 1988 Warren W. Kaeding
- 1989 Donald James Cram
- 1990 George Gregory
- 1991 John D. Roberts
- 1992 Ralph H. Bauer
- 1993 Robert Bruce Merrifield
- 1994 George Simms Hammond
- 1995 George Rathmann
- 1996 Mary Lowe Good
- 1997 Frederick Hawthorne
- 1998 Paul Delos Boyer
- 1999 John P. McTague
- 2000 Daniel Koshland
- 2001 James B. Peter
- 2002 Richard Smalley
- 2003 Ad Bax, Alexander Pines
- 2004 David Eisenberg
- 2005 Ronald Mark Evans
- 2006 David Evans
- 2007 Richard Stanley Williams
- 2008 Joan Selverstone Valentine
- 2009 Mostafa El-Sayed
- 2010 Robert Tjian
- 2011 Richard Heck
- 2012 Harold Varmus
- 2013 Kendall Houk
- 2014 Fred Wudl
- 2015 Stefan Hell
- 2016 Michael E. Jung
- 2017 William Gelbart[1]